# Silao
Silao é um cidade no distrito de Nalanda, no estado indiano de Bihar.

## Geografia
Silao está localizada a 25° 05′ N, 85° 25′ L. Tem uma altitude média de 60 metros (196 pés).

## Demografia
Segundo o censo de 2001, Silao tinha uma população de 20.177 habitantes. Os indivíduos do sexo masculino constituem 52% da população e os do sexo feminino 48%. Silao tem uma taxa de literacia de 52%, inferior à média nacional de 59,5%: a literacia no sexo masculino é de 60% e no sexo feminino é de 43%. Em Silao, 19% da população está abaixo dos 6 anos de idade.